# Houston Stewart Chamberlain
Houston Stewart Chamberlain (phát âm tiếng Anh: /ˈtʃeɪmbərlɪn/; 9 tháng 9 năm 1855 – 9 tháng 1 năm 1927) là một triết gia người Đức gốc Anh, đồng thời là tác giả của nhiều tác phẩm về triết học chính trị và khoa học tự nhiên cũng như nhiều tác phẩm khoa học nổi tiếng khác về Richard Wagner, Immanuel Kant và Johann Wolfgang von Goethe. Được xem là một "tác giả phân biệt chủng tộc", các tác phẩm của Chamberlain chứa đựng những yếu tố cổ xúy chủ nghĩa Liên Đức và bài xích người Do Thái. Chamberlain trở thành con rể của Wagner sau khi kết hôn cùng Eva von Bülow-Wagner vào tháng 12 năm 1908 – 20 năm sau khi nhà soạn nhạc này qua đời.
Tác phẩm nổi tiếng nhất của Chamberlain với tựa đề Die Grundlagen des neunzehnten Jahrhunderts (Nền tảng của thế kỷ mười chín) đã trở thành một trong những kim chỉ nam của chủ nghĩa phân biệt chủng tộc và tư tưởng bài Do Thái đương thời ở Đức, gây ảnh hưởng sâu sắc tới phong trào Völkisch của người Đức những năm đầu thế kỷ 20 và chính sách bài trừ Do Thái của nhà nước Đức Quốc Xã sau này. Với những ảnh hưởng của Chamberlain đối với sự hình thành, phát triển tư tưởng và quan điểm chính trị của Adolf Hitler, nhiều sử gia đã gọi ông là "Gioan Tẩy Giả của Hitler".